# 莫异洪
莫异洪（1930年10月—2017年11月14日），广西人。中华人民共和国政治人物。

## 生平
毕业于武汉大学。1984年9月，担任广西教育学院任副院长，广西自然辩证法研究会理事。主要著有《论模糊集合的模糊性》等。于2017年11月14日7时50分在南宁逝世，享年88岁。